# Hans Van Werveke
Pour l’article homonyme, voir Thierry Van Werveke.
Hans Van Werveke (né à Gand le 22 janvier 1898 et mort à Saint-Denis-Westrem le 7 mai 1974) est un historien belge, professeur à l'université de Gand, fort actif lors de la néerlandisation de l'université.

## Publications
- H. Van Werveke, « Grands propriétaires en Flandre au VIIe et au VIIIe siècle », in Revue belge de philologie et d'histoire, 1923, 2/2 (persee.fr).